# Tòa án Quân sự Quốc tế vùng Viễn Đông

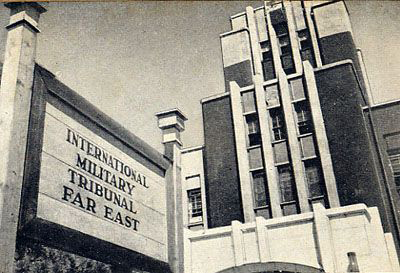
Tòa án quân sự quốc tế vùng Viễn Đông được triệu tập tại Ichigaya Court, trước đó là tòa nhà trụ sở của Lục quân Đế quốc Nhật Bản, ở Ichigaya, Tokyo.

Tòa án quân sự quốc tế vùng Viễn Đông (tiếng Anh: The International Military Tribunal for the Far East (IMTFE)) còn được gọi là các phiên tòa Tokyo hay Tòa án Tội ác Chiến tranh Tokyo, là một tòa án binh được triệu tập vào ngày 29 tháng 4 năm 1946 để xét xử giới lãnh đạo của Đế quốc Nhật Bản về các tội ác chống lại hòa bình, tội ác chiến tranh "thông thường" ("conventional") và tội ác chống lại loài người mà họ gây ra trong Chiến tranh thế giới thứ hai. IMTFE được mô phỏng theo Tòa án Nürnberg diễn ra tại Nürnberg, Đức, nơi đã xét xử các nhà lãnh đạo của Đức Quốc Xã về các tội ác của họ.

## Bối cảnh
Tòa án được thành lập để thực hiện Tuyên bố Cairo, Tuyên bố Potsdam, Văn kiện đầu hàng và Thông cáo Liên Xô–Anh–Mỹ. Tuyên bố Potsdam (tháng 7 năm 1945) đã tuyên bố, "công lý nghiêm khắc sẽ được thực thi đối với tất cả tội phạm chiến tranh, bao gồm cả những kẻ đã hành hạ các tù nhân của chúng ta một cách tàn ác" mặc dù nó không báo trước một cách cụ thể các phiên tòa. Các điều khoản tham chiếu của Tòa án được quy định trong Hiến chương IMTFE, ban hành ngày 19 tháng 1 năm 1946. Có sự bất đồng lớn, cả giữa các nước Đồng minh và trong nội bộ Chính quyền mỗi quốc gia, về việc phải cử ai và dựa trên nguyên tắc nào. Mặc dù chưa có sự đồng thuận, nhưng Thống tướng Douglas MacArthur, Tư lệnh Tối cao của Lực lượng Đồng minh, đã quyết định tiến hành các vụ bắt giữ. Vào ngày 11 tháng 9, một tuần sau khi đầu hàng, ông ra lệnh bắt giữ 39 nghi phạm–hầu hết là thành viên nội các chiến tranh của tướng Hideki Tojo. Tojo đã cố gắng tự tử nhưng được hồi sức nhờ sự giúp đỡ của các bác sĩ Mỹ.

### Thành lập tòa án
Ngày 19 tháng 1 năm 1946, MacArthur ra tuyên bố đặc biệt ra lệnh thành lập Tòa án quân sự quốc tế vùng Viễn Đông (IMTFE). Cùng ngày, ông cũng phê chuẩn Hiến chương của Tòa án quân sự quốc tế vùng Viễn Đông (CIMTFE), trong đó quy định cách thức thành lập tòa án, những tội ác cần xem xét và cách thức hoạt động của tòa án. Hiến chương nhìn chung tuân theo mô hình do của Tòa án Nürnberg đặt ra. Vào ngày 25 tháng 4, theo quy định tại Điều 7 của CIMTFE, Quy tắc tố tụng ban đầu của Tòa án quân sự quốc tế vùng Viễn Đông với những sửa đổi đã được ban hành.

### Danh sách thẩm phán, công tố viên và bị cáo

#### Danh sách thẩm phán
| Thẩm phán                            | Lý lịch | Ý kiến   |
| ------------------------------------ | --- | -------- |
| William Webb                         | Thẩm phán Tòa án Tối cao Úc Chủ tịch Tòa án                                                                 | Chia     |
| Edward Stuart McDougall              | Thẩm phán Tòa án King's Bench của Quebec                                                                    |          |
| Mei Ju Ao                            | Luật sư và thành viên của Viện Lập pháp                                                                     |          |
| Henri Bernard                        | Avocat-General (Luật sư-General) tại Trưởng công tố Bangui, Tòa án quân sự đầu tiên ở Paris                 | Bất đồng |
| Radhabinod Pal                       | Giảng viên, Đại học Luật Calcutta Thẩm phán Tòa án Tối cao Calcutta                                         | Bất đồng |
| Bert Röling                          | Giáo sư Luật, Đại học Utrecht                                                                               | Bất đồng |
| Erima Harvey Northcroft              | Thẩm phán Tòa án Tối cao New Zealand; cựu Tổng biện hộ Thẩm phán của Quân đội New Zealand                   |          |
| Delfin Jaranilla                     | Tổng chưởng lý Phó Chánh án Tòa án tối cao Philippines                                                      | Chia     |
| William Donald Patrick, Lord Patrick | Thẩm phán (người Scotland), Thượng nghị sĩ của trường Cao đẳng Tư pháp                                      |          |
| John P. Higgins                      | Chánh án, Tòa Thượng thẩm Massachusetts ; Đã từ chức khỏi tòa án; thay thế bởi Thiếu tướng Myron C. Cramer. |          |
| Myron C. Cramer                      | Tổng biện hộ thẩm phán của Quân đội Hoa Kỳ thay thế Thẩm phán Higgins vào tháng 7 năm 1946                  |          |
| I. M. Zaryanov                       | Thành viên Trường Cao đẳng Quân sự của Tòa án Tối cao Liên Xô                                               |          |

Học giả pháp lý Roscoe Pound rõ ràng cũng đã sẵn sàng thay thế John P. Higgins làm thẩm phán, nhưng việc bổ nhiệm ông đã không thành công.

#### Danh sách công tố viên
| Công tố viên                  | Lý lịch                                                                    |
| ----------------------------- | -------------------------------------------------------------------------- |
| Joseph B. Keenan              | Trợ lý Bộ trưởng Tư pháp Hoa Kỳ Giám đốc Ban Hình sự của Bộ Tư pháp Hoa Kỳ |
| Alan Mansfield                | Thẩm phán cấp cao Puisne của Tòa án tối cao Queensland                     |
| Henry Nolan                   | Phó Thẩm phán Tổng biện hộ của Quân đội Canada                             |
| Hsiang Che-chun               | Bộ trưởng Bộ Tư pháp và Ngoại giao                                         |
| Robert L. Oneto               | Công tố viên Chính phủ lâm thời Cộng hòa Pháp                              |
| P. Govinda Menon              | Công tố viên và Thẩm phán, Tòa án Tối cao Ấn Độ                            |
| Frederick Borgerhoff-Mulder   | Phó công tố viên Hà Lan                                                    |
| Ronald Henry Quilliam         | Phó Tư lệnh Quân đội New Zealand                                           |
| Pedro López                   | Phó công tố viên Philippines                                               |
| Arthur Strettell Comyns Carr  | Nghị sĩ và luật sư người Anh                                               |
| Sergei Alexandrovich Golunsky | Vụ trưởng Vụ Pháp chế Bộ Ngoại giao Liên Xô                                |

#### Danh sách bị cáo
28 bị cáo bị buộc tội, chủ yếu là sĩ quan quân đội và quan chức chính phủ.

##### Quan chức dân sự
- Kōki Hirota , thủ tướng (1936–37), Bộ trưởng Ngoại giao (1933–36, 1937–38)
- Kiichirō Hiranuma , thủ tướng (1939), Chủ tịch Hội đồng Cơ mật
- Naoki Hoshino , Chánh văn phòng Nội các
- Kōichi Kido , Người giữ ấn Cơ mật
- Toshio Shiratori , Đại sứ tại Ý
- Shigenori Tōgō , Ngoại trưởng (1941–42, 1945)
- Mamoru Shigemitsu , Bộ trưởng Ngoại giao (1943–45)
- Okinori Kaya , Bộ trưởng Tài chính (1941–44)
- Yōsuke Matsuoka , Bộ trưởng Ngoại giao (1940–41)

##### Sĩ quan quân đội
- Tướng Hideki Tōjō , Thủ tướng (1941–44), Bộ trưởng Chiến tranh (1940–44), Chánh văn phòng Bộ Tổng tham mưu Quân đội Đế quốc Nhật Bản (1944)
- Tướng Sadao Araki , Bộ trưởng Chiến tranh (1931–34)
- Tướng Doihara Kenji , Giám đốc cơ quan Tình báo ở Mãn Châu Quốc
- Đại tá Kingorō Hashimoto , người sáng lập Sakurakai
- Nguyên soái Shunroku Hata , Bộ trưởng Chiến tranh (1939–40)
- Tướng Seishirou Itagaki , Bộ trưởng Chiến tranh (1938–39)
- Tướng Heitaro Kimura , Tư lệnh Quân khu Miến Điện
- Tướng Kuniaki Koiso , Thủ tướng (1944–45), Toàn quyền Triều Tiên (1942–44)
- Tướng Matsui Iwane, Tư lệnh Lực lượng Viễn chinh Thượng Hải và Quân khu miền Trung Trung Quốc
- Tướng Jirō Minami , Toàn quyền Triều Tiên (1936–42)
- Trung tướng Araki Sadao , Tham mưu trưởng Quân khu 14
- Đô đốc Hạm đội Osami Nagano , Bộ trưởng Hải quân (1936–37), Tổng Tham mưu trưởng Hải quân Đế quốc Nhật Bản (1941–44)
- Phó Đô đốc Takazumi Oka , Cục trưởng Cục Hải quân
- Trung tướng Hiroshi Ōshima , Đại sứ tại Đức
- Trung tướng Kenryō Satō , Cục trưởng Cục Quân vụ
- Đô đốc Shigetarō Shimada , Bộ trưởng Hải quân (1941–44), Tổng Tham mưu trưởng Hải quân Đế quốc Nhật Bản (1944)
- Trung tướng Teiichi Suzuki , Trưởng Ban Kế hoạch Nội các
- Tướng Yoshijirō Umezu , Tư lệnh quân đội Kwantung , chánh văn phòng Bộ Tổng tham mưu Lục quân Đế quốc Nhật Bản (1944–45)

#### Các bị cáo khác
- Shūmei Ōkawa , một triết gia chính trị

### Kết án

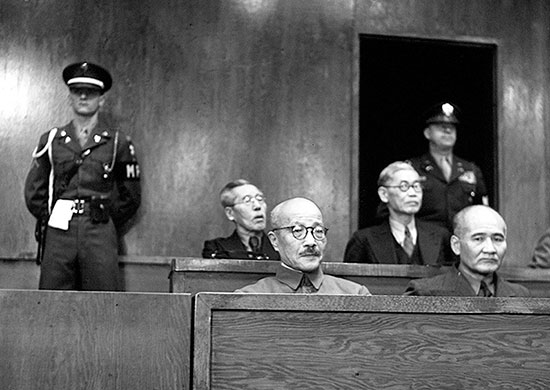
Các bị cáo tại Tòa án quân sự quốc tế vùng Viễn Đông: (hàng trước, từ trái sang phải): Thủ tướng Nhật Bản Tōjō Hideki, Đô đốc Oka Takazumi; (hàng sau, từ trái sang phải): Chủ tịch Hội đông Cơ mật Hiranuma Kiichirō, Bộ trưởng Ngoại giao Tōgō Shigenori.

| Phạm nhân | Phạm nhân    | Chức vụ trước khi bị bắt                                                  | Chú thích |
| Không kết án | Không kết án | Không kết án                                                              | Không kết án |
| --- | ------------ | ------------------------------------------------------------------------- | --- |
| Ōkawa Shūmei | không khung  |                                                                           | Ông bị cho là tinh thần không ổn định để xét xử và cáo buộc đã được bãi bỏ.                                                                          |
| Matsuoka Yōsuke | không khung  | Bộ trưởng Ngoại giao                                                      | Chết trước khi bị truy tố |
| Nagano Osami |              | Bộ trưởng Hải quân                                                        | Chết trước khi bị truy tố |
| Kết án |              |                                                                           | |
| Tướng Doihara Kenji | không khung  | Giám đốc cơ quan tình báo ở Manchukuo (Mãn Châu Quốc)                     | Bị kết án tử hình bằng hình thức treo cổ vì tội ác chiến tranh, tội ác chống loài người và tội ác chống lại hòa bình (loại A, loại B và loại C):     |
| Hirota Kōki | không khung  | Thủ tướng (sau là Bộ trưởng Ngoại giao)                                   | Bị kết án tử hình bằng hình thức treo cổ vì tội ác chiến tranh, tội ác chống loài người và tội ác chống lại hòa bình (loại A, loại B và loại C):     |
| Tướng Itagaki Seishirō | không khung  | Bộ trưởng Chiến tranh                                                     | Bị kết án tử hình bằng hình thức treo cổ vì tội ác chiến tranh, tội ác chống loài người và tội ác chống lại hòa bình (loại A, loại B và loại C):     |
| Tướng Kimura Heitarō | không khung  | Chỉ huy Quân đội Khu vực Miến Điện                                        | Bị kết án tử hình bằng hình thức treo cổ vì tội ác chiến tranh, tội ác chống loài người và tội ác chống lại hòa bình (loại A, loại B và loại C):     |
| Trung tướng Mutō Akira | không khung  | Tham mưu trưởng Quân khu 14                                               | Bị kết án tử hình bằng hình thức treo cổ vì tội ác chiến tranh, tội ác chống loài người và tội ác chống lại hòa bình (loại A, loại B và loại C):     |
| Tướng Tōjō Hideki | không khung  | Chỉ huy Đạo quân Quan Đông (sau là Thủ tướng)                             | Bị kết án tử hình bằng hình thức treo cổ vì tội ác chiến tranh, tội ác chống loài người và tội ác chống lại hòa bình (loại A, loại B và loại C):     |
| Matsui Iwane | không khung  | Chỉ huy Lực lượng viễn chinh Thượng Hải và Quân khu miền Trung Trung Quốc | Bị kết án tử hình bằng cách treo cổ vì tội ác chiến tranh và tội ác chống lại loài người (Loại B và Loại C):                                         |
| Tướng Araki Sadao | không khung  | Bộ trưởng Chiến tranh                                                     | Bị bị kết án tù chung thân. Ba người (Koiso, Shiratori và Umezu) chết trong tù, trong khi mười ba người còn lại được ân xá từ năm 1954 đến năm 1956: |
| Trung tướng Hashimoto Kingorō | không khung  | Kẻ chủ mưu chính của Chiến tranh Trung - Nhật lần thứ hai                 | Bị bị kết án tù chung thân. Ba người (Koiso, Shiratori và Umezu) chết trong tù, trong khi mười ba người còn lại được ân xá từ năm 1954 đến năm 1956: |
| Thống chế Hata Shunroku | không khung  | Bộ trưởng Chiến tranh                                                     | Bị bị kết án tù chung thân. Ba người (Koiso, Shiratori và Umezu) chết trong tù, trong khi mười ba người còn lại được ân xá từ năm 1954 đến năm 1956: |
| Nam tước Hiranuma Kiichirō | không khung  | Thủ tướng                                                                 | Bị bị kết án tù chung thân. Ba người (Koiso, Shiratori và Umezu) chết trong tù, trong khi mười ba người còn lại được ân xá từ năm 1954 đến năm 1956: |
| Hoshino Naoki | không khung  | Chánh Văn phòng Nội các                                                   | Bị bị kết án tù chung thân. Ba người (Koiso, Shiratori và Umezu) chết trong tù, trong khi mười ba người còn lại được ân xá từ năm 1954 đến năm 1956: |
| Kaya Okinori | không khung  | Bộ trưởng Tài chính                                                       | Bị bị kết án tù chung thân. Ba người (Koiso, Shiratori và Umezu) chết trong tù, trong khi mười ba người còn lại được ân xá từ năm 1954 đến năm 1956: |
| Hầu tước Kido Kōichi | không khung  | Quan chưởng ấn                                                            | Bị bị kết án tù chung thân. Ba người (Koiso, Shiratori và Umezu) chết trong tù, trong khi mười ba người còn lại được ân xá từ năm 1954 đến năm 1956: |
| Tướng Koiso Kuniaki | không khung  | Thống đốc Triều Tiên (sau là Thủ tướng)                                   | Bị bị kết án tù chung thân. Ba người (Koiso, Shiratori và Umezu) chết trong tù, trong khi mười ba người còn lại được ân xá từ năm 1954 đến năm 1956: |
| Tướng Minami Jirō | không khung  | Chỉ huy Đạo quân Quan Đông                                                | Bị bị kết án tù chung thân. Ba người (Koiso, Shiratori và Umezu) chết trong tù, trong khi mười ba người còn lại được ân xá từ năm 1954 đến năm 1956: |
| Đô đốc Oka Takazumi | không khung  | Bộ trưởng Hải quân                                                        | Bị bị kết án tù chung thân. Ba người (Koiso, Shiratori và Umezu) chết trong tù, trong khi mười ba người còn lại được ân xá từ năm 1954 đến năm 1956: |
| Trung tướng Ōshima Hiroshi | không khung  | Đại sứ Đế quốc Nhật Bản tại Đức                                           | Bị bị kết án tù chung thân. Ba người (Koiso, Shiratori và Umezu) chết trong tù, trong khi mười ba người còn lại được ân xá từ năm 1954 đến năm 1956: |
| Tướng Satō Kenryō | không khung  | Cục trưởng Cục Quân sự                                                    | Bị bị kết án tù chung thân. Ba người (Koiso, Shiratori và Umezu) chết trong tù, trong khi mười ba người còn lại được ân xá từ năm 1954 đến năm 1956: |
| Đô đốc Shimada Shigetarō | không khung  | Bộ trưởng Hải quân                                                        | Bị bị kết án tù chung thân. Ba người (Koiso, Shiratori và Umezu) chết trong tù, trong khi mười ba người còn lại được ân xá từ năm 1954 đến năm 1956: |
| Shiratori Toshio | không khung  | Đại sứ Đế quốc Nhật Bản tại Ý                                             | Bị bị kết án tù chung thân. Ba người (Koiso, Shiratori và Umezu) chết trong tù, trong khi mười ba người còn lại được ân xá từ năm 1954 đến năm 1956: |
| Trung tướng Suzuki Teiichi | không khung  | Chủ tịch Ban Kế hoạch Nội các                                             | Bị bị kết án tù chung thân. Ba người (Koiso, Shiratori và Umezu) chết trong tù, trong khi mười ba người còn lại được ân xá từ năm 1954 đến năm 1956: |
| Tướng Umezu Yoshijirō | không khung  | Bộ trưởng chiến tranh và Tổng tham mưu trưởng lục quân                    | Bị bị kết án tù chung thân. Ba người (Koiso, Shiratori và Umezu) chết trong tù, trong khi mười ba người còn lại được ân xá từ năm 1954 đến năm 1956: |
| Tōgō Shigenori | không khung  | Bộ trưởng Ngoại giao                                                      | Bị kết án 20 năm tù, Tōgō chết trong tù năm 1950. |
| Shigemitsu Mamoru | không khung  | Bộ trưởng Ngoại giao                                                      | Bị kết án 7 năm và được ân xá vào năm 1950. Sau đó, ông giữ chức Bộ trưởng Ngoại giao và Phó Thủ tướng Nhật Bản thời hậu chiến                       |
| Phán quyết và các bản án của tòa được MacArthur xác nhận vào ngày 24 tháng 11 năm 1948, hai ngày sau cuộc họp chiếu lệ với các thành viên của Ủy ban Kiểm soát Đồng minh tại Nhật Bản, người đóng vai trò là đại diện địa phương của các quốc gia thuộc Ủy ban Viễn Đông. Sáu trong số các đại diện đó không đưa ra khuyến nghị nào về sự khoan hồng. Úc, Canada, Ấn Độ và Hà Lan sẵn sàng thấy vị tướng này thực hiện một số giảm án. Ông ấy đã không làm như vậy. Vấn đề khoan hồng sau đó đã làm xáo trộn mối quan hệ của Nhật Bản với các cường quốc Đồng minh cho đến cuối những năm 1950, khi đa số các cường quốc Đồng minh đồng ý thả những tên tội phạm chiến tranh lớn cuối cùng bị kết án khỏi nơi giam giữ. |              |                                                                           | |